# Ligne 2 du métro de Rio de Janeiro
La ligne 2 du métro de Rio de Janeiro est l'une des trois lignes en service dans le réseau métropolitain de Rio de Janeiro.

## Histoire
Le 14 décembre 1968 est créée la Compagnie du métro de Rio de Janeiro. En juin 1970, le chantier de construction démarre mais faute de crédits suffisants il est interrompu en 1971, avant d'être repris en 1975.
La deuxième ligne est inaugurée le 19 novembre 1981.

### Chronologie
- juin 1970 : Début du chantier de construction puis arrêt de 1971 à 1974
- 1975 : reprise du chantier
- 19 novembre 1981 : Ouverture des stations Sao Cristovao, Maracana, Estacio
- 12 mars 1983 : Ouverture des stations Inhaúma, Maria da Graça, Nova América/Del Castilho, Botafogo, Carioca
- 30 juin 1988 : Ouverture de la  station Triagem
- 13 mars 1991 : Ouverture de la station Engenho da Rainha
- 23 septembre 1996 : Ouverture des stations Thomaz Coelho, Vicente de Carvalho
- 1er septembre 1998 : Ouverture des stations Pavuna, Iraja, Colégio, Coelho Neto, Acari/Fazenda Botafogo, Engenheiro Rubens Paiva
- 21 décembre 2009 : Ouverture des stations General Osorio, Central, Presidente Vargas, Uruguaiana, Carioca, Cinelândia, Glória, Catete, Largo do Machado, Flamengo, Botafogo
- 1er novembre 2010 : Ouverture de la station Cidade Nova

## Caractéristiques

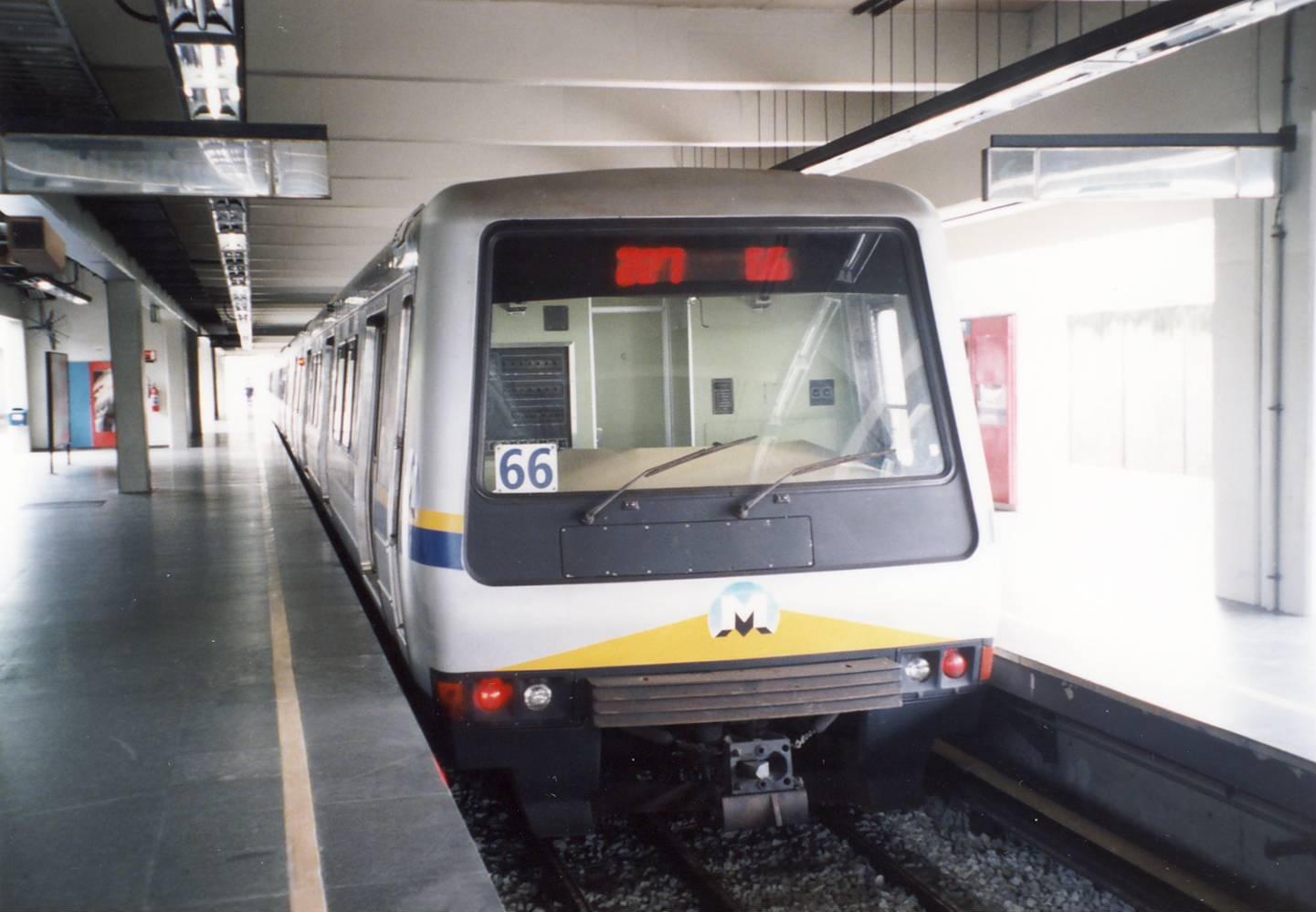
Rame EMU Alstom

Les dix stations de Botafogo à Central sont communes aux lignes 1 et 2.
Le tracé est mixte, de Botofago à l'approche de Cidade Nova la voie est souterraine, puis aérienne jusqu'à Pavuna.